# Гробница Дария I
Гробница Дария I — одна из четырёх гробниц Ахеменидских царей в историческом месте Накше-Рустам, расположенном примерно в 12 км к северо-западу от Персеполя в Иране. Все они находятся на значительной высоте над землей. Одна из гробниц однозначно идентифицируется благодаря сопроводительной надписи как гробница Дария I (ок. 522—486 до н. э.). Остальные три гробницы считаются гробницами Ксеркса I (ок. 486—465 до н. э.), Артаксеркса I (ок. 465—424 до н. э.) и Дария II (ок. 423—404 до н. э.). Гробницы были разграблены после завоевания Ахеменидской империи Александром Македонским.

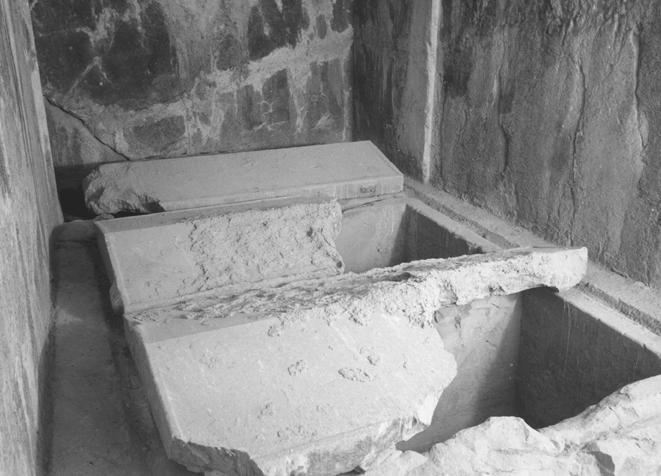
Две могилы в гробнице Дария I